# St. Clair (métro de Toronto)
St. Clair est une station de la ligne 1 Yonge-University, du métro de la ville de Toronto en Ontario au Canada. Elle est située au 1441 Yonge Street à la hauteur de St. Clair Avenue.

## Situation sur le réseau
Établie en souterrain, la station St. Clair de la ligne 1 Yonge-University, précède la station Summerhill, en direction du terminus Vaughan Metropolitan Centre, et elle est précédée par la station Davisville, en direction du terminus Finch.

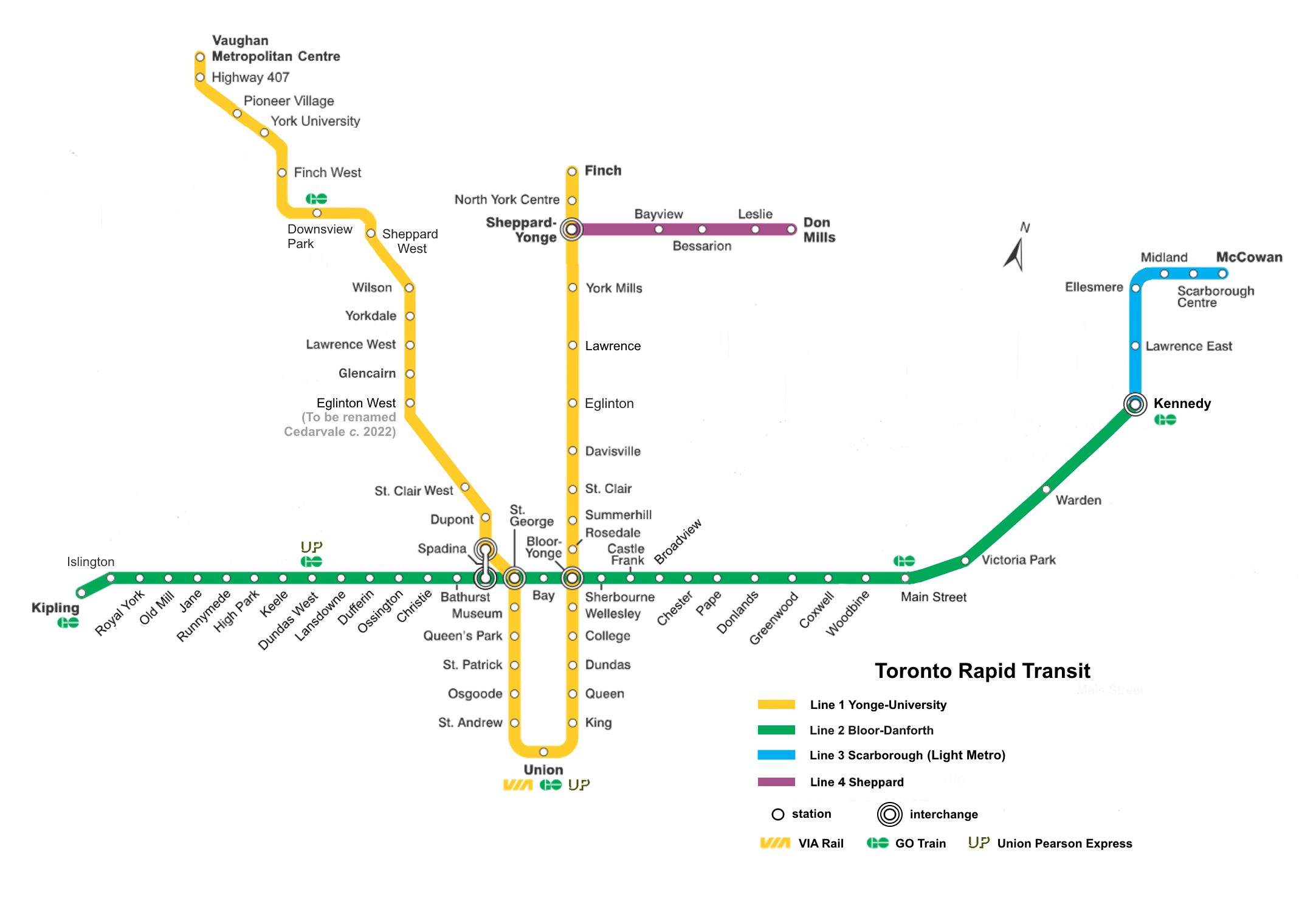
Plan du métro de Toronto (2018).

## Histoire
La station est inaugurée le 30 mars 1954.

## Services aux voyageurs

### Intermodalité
- 74 Mt. Pleasant
- 88 South Leaside
- 97 Yonge
- 512 St. Clair

## À proximité
- Upper Canada College